# (12989) Chriseanderson
(12989) Chriseanderson es un asteroide perteneciente al cinturón de asteroides, descubierto el 1 de marzo de 1981 por Schelte John Bus desde el Observatorio de Siding Spring, Nueva Gales del Sur, Australia.

## Designación y nombre
Designado provisionalmente como 981 EV9. Debe su nombre a Chris Elaine Anderson, colaboradora de la NASA.

## Características orbitales
Chriseanderson está situado a una distancia media del Sol de 2,198 ua, pudiendo alejarse hasta 2,351 ua y acercarse hasta 2,045 ua. Su excentricidad es 0,069 y la inclinación orbital 4,319 grados. Emplea 1190,54 días en completar una órbita alrededor del Sol.

## Características físicas
La magnitud absoluta de Chriseanderson es 16,2. Tiene 2 km de diámetro y su albedo se estima en 0,196.